# 天主教邦熱蘇斯-杜古爾蓋亞教區
天主教邦熱蘇斯-杜古爾蓋亞教區（拉丁語：Dioecesis Bono Iesu a Gurgueia），是巴西一個天主教教區，位於皮奧伊州西南部。為特雷西納總教區的附屬教區。
皮奧伊的邦熱蘇斯自治監督區成立於1920年6月18日，1980年10月3日升為教區並易名至今。2012年有教友167,500人，佔總人口88.2%。有廿二個堂區、司鐸廿八人。現任教區主教為馬科斯·安東尼奧·塔沃尼。

## 歷任教長
- 拉蒙·洛佩斯·卡羅薩斯
- 馬科斯·安東尼奧·塔沃尼